# La Bourdinière-Saint-Loup
La Bourdinière-Saint-Loup é uma comuna francesa na região administrativa do Centro, no departamento Eure-et-Loir. Estende-se por uma área de 19,78 km². Em 2010 a comuna tinha 748 habitantes (densidade: 37,8 hab./km²).